# ساردین دریاچه تانگانیکا
ساردین دریاچه تانگانیکا (نام علمی: Limnothrissa miodon) نام یک گونه از تیره شگ‌ماهیان است.